# 레티쿨린
레티쿨린(reticuline)은 린데라 아그레가타(Lindera aggregata), 슈가애플 및 오코테아 파시쿨라타(Ocotea fasciculata)(Ocotea duckei로도 알려짐)를 포함한 다양한 식물에서 발견되는 화합물이다.

## 같이 보기
- 그물 섬유
- 알칼로이드